# الهيثم بن معاوية العتكي
الهيثم بن معاوية العتكي (156هـ - 773م) من ولاة الدولة العباسية، خراساني الأصل، كان على الطائف ومكة سنة 141هـ واستعمله المنصور على البصرة نحواً من سنة ثم عزله واستقدمه إلى بغداد فلما بلغها مات فيها وصلى عليه المنصور.